# Iglesia de Santa María (Eristáin)
La Iglesia Santa María de Eristáin, también conocida con el título de San Juan Bautista, es un templo románico, situado en el lugar de Eristáin (municipio de Olóriz) en la Valdorba (Navarra), iniciada su construcción en los siglos X u XI, consta de una única nave de un solo tramo, unido mediante un arco apuntado al ábside, del siglo XII, que se inicia con otro arco apuntado más bajo y se cubre con una bóveda de horno, Tanto en el ábside, como el arco que le da acceso, se conservan pinturas románicas y del primer gótico. A los pies del templo se sitúa la espadaña. En el siglo XVI en el lado de la espístola se añadió un pórtico adintelado, y la sacristía.

## La nave

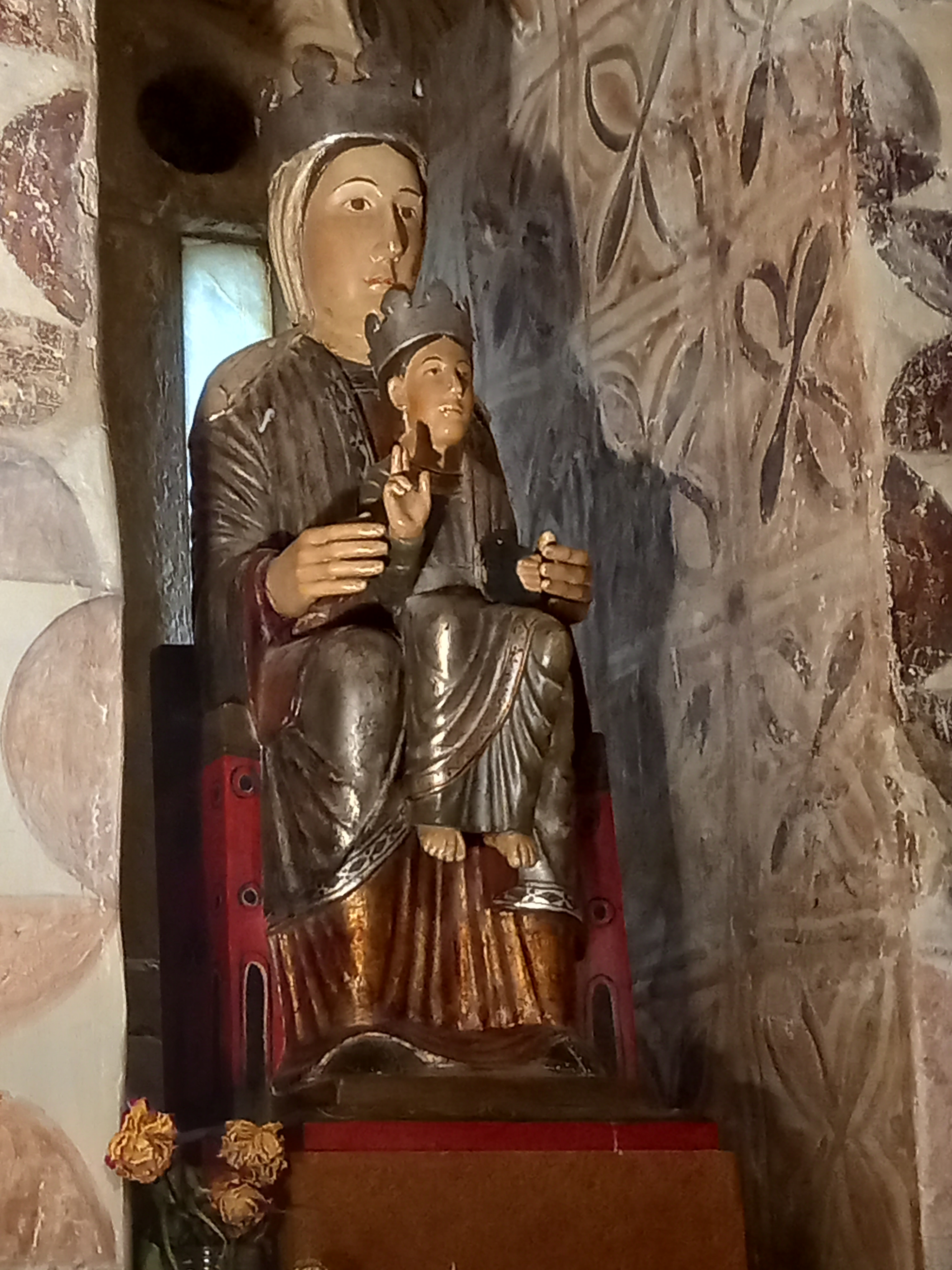
Santa María, titular de la iglesia

El templo dispone de una nave recta, orientada al este, con un solo tramo, que se prolonga en el ábside. Actualmente tiene una cubierta de madera a dos aguas, aunque posiblemente el edificio primitivo del siglo X u XI -del que solo se conserva le muro del lado del evangelio y los pies de la nave- pudo cubrirse con una bóveda de medio cañón. En la cabecera de la nave se abre un arco apuntado, apoyado sobre columnas de poca altura con basas y capiteles de tipo cisterciense. A los pies de la nave se situó un coro alto, construido, con una balaustrada de paños cajeados y óculo con lóbulos que podría datarlo en el siglo XVI  No obstante la última restauración del templo, lo consideró un añadido posterior que ha sido eliminado; en los pies del templo se sitúa una hornacina con una talla de San Juan Bautista.

## Pinturas del ábside
El ábside es obra de mampostería del siglo XII con una bóveda de horno que se inicia con un arco apuntado, más bajo que el que, a modo de arco de triunfo, le da acceso desde la nave del templo; El ábside, incluyendo este arco apuntado de amplio intradós que le da acceso, está enlucido y cubierto de pinturas góticas posiblemente del siglo XIV, aunque las del primer arco son muy primitivas (románicas), tal como se deduce de los pigmentos naturales utilizados, en ellas se representa una cabeza humana de la que salen unos tallos vegetales, interpretado como la cabeza de Basajaun, aunque es posible que remita a una pintura romana de baco; en el intradós de ese arco aparecen encuadradas distintas escenas, algunas corresponden a episodios de la vida de San Juan Bautista. En el muro frontal en que se abre el arco del ábside, se representa la escena del calvario, a la izquierda un soldado ofrece vinagre a Cristo y a la derecha Longinos le atraviesa el costado con a lanza; a los lados María, las santas mujeres y san Juan, apóstol. En la parte inferior de ese muro, se representa el infierno -en el lado del evangelio- y el cielo -en el de la epístola.

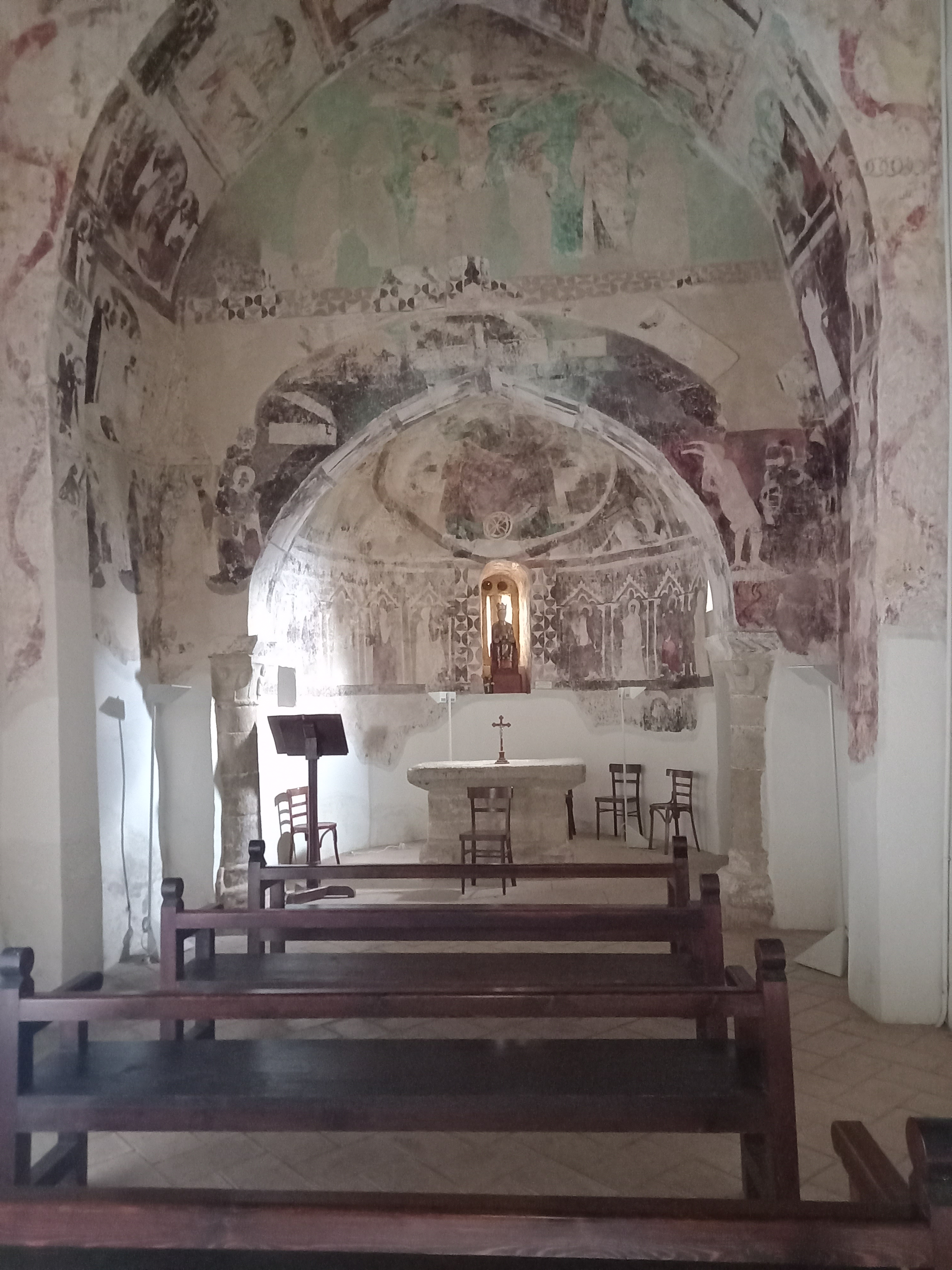
Vista general de las pinturas del ábside
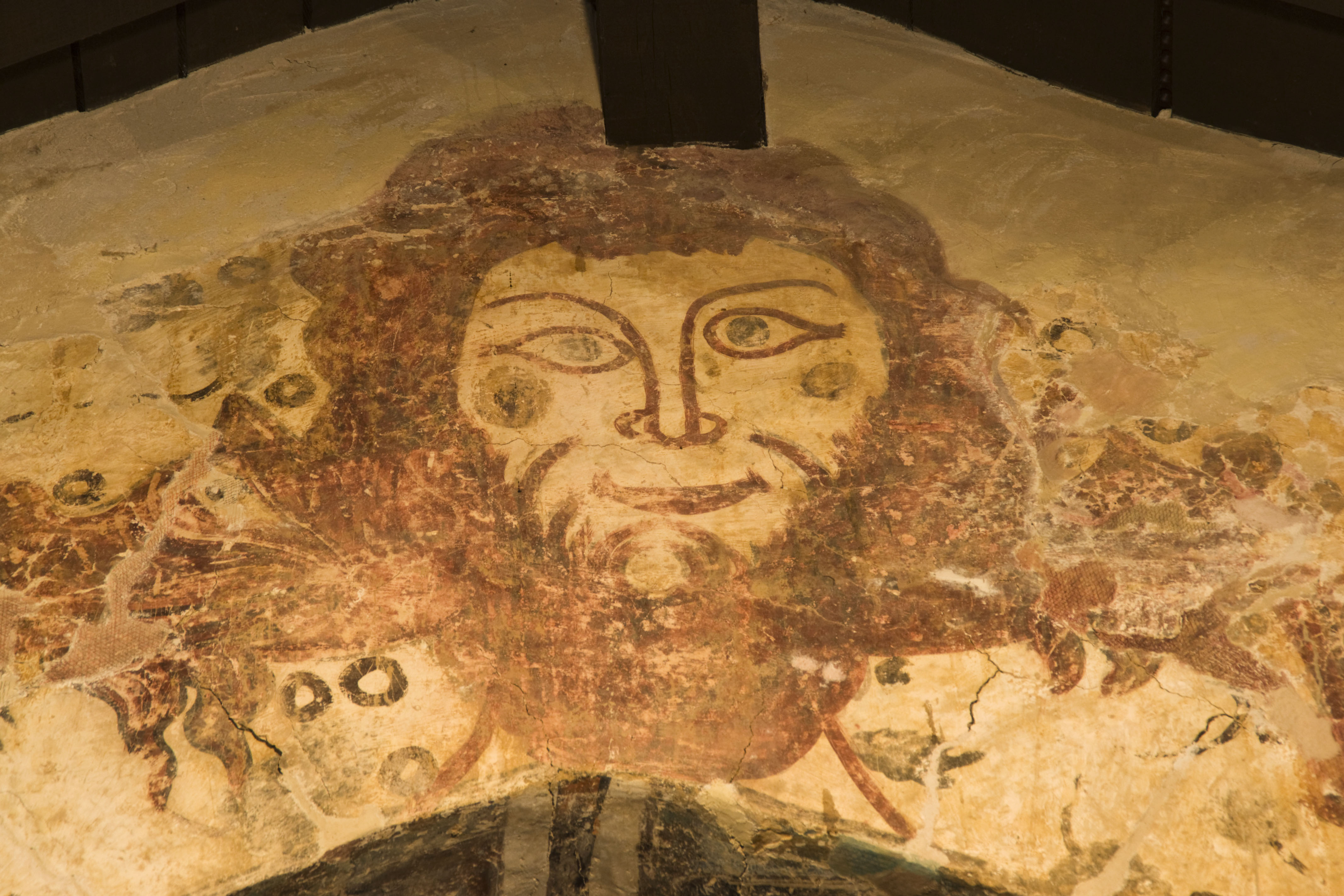
La pintura más antigua se sitúa en el arco de triunfo
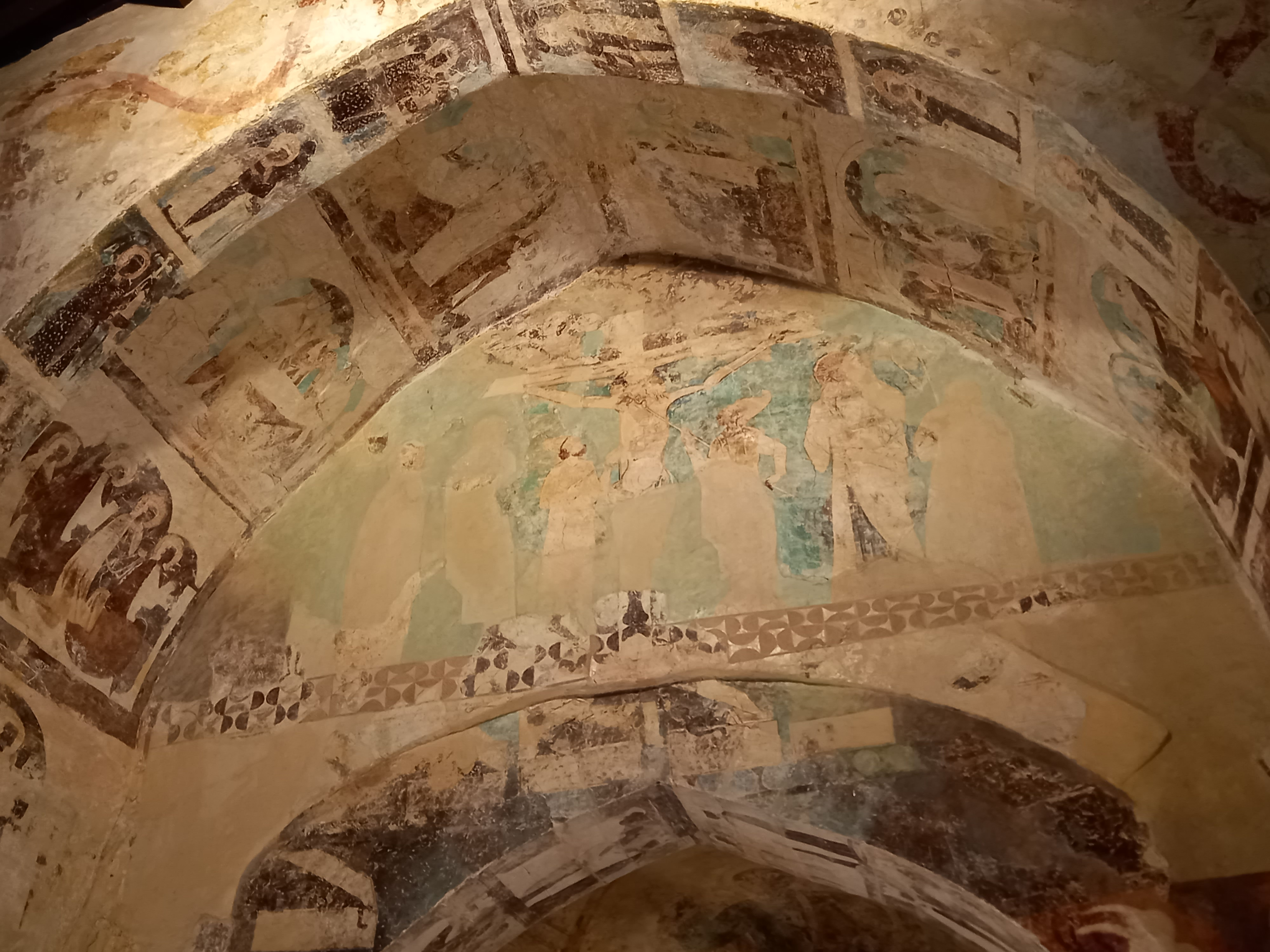
Calvario
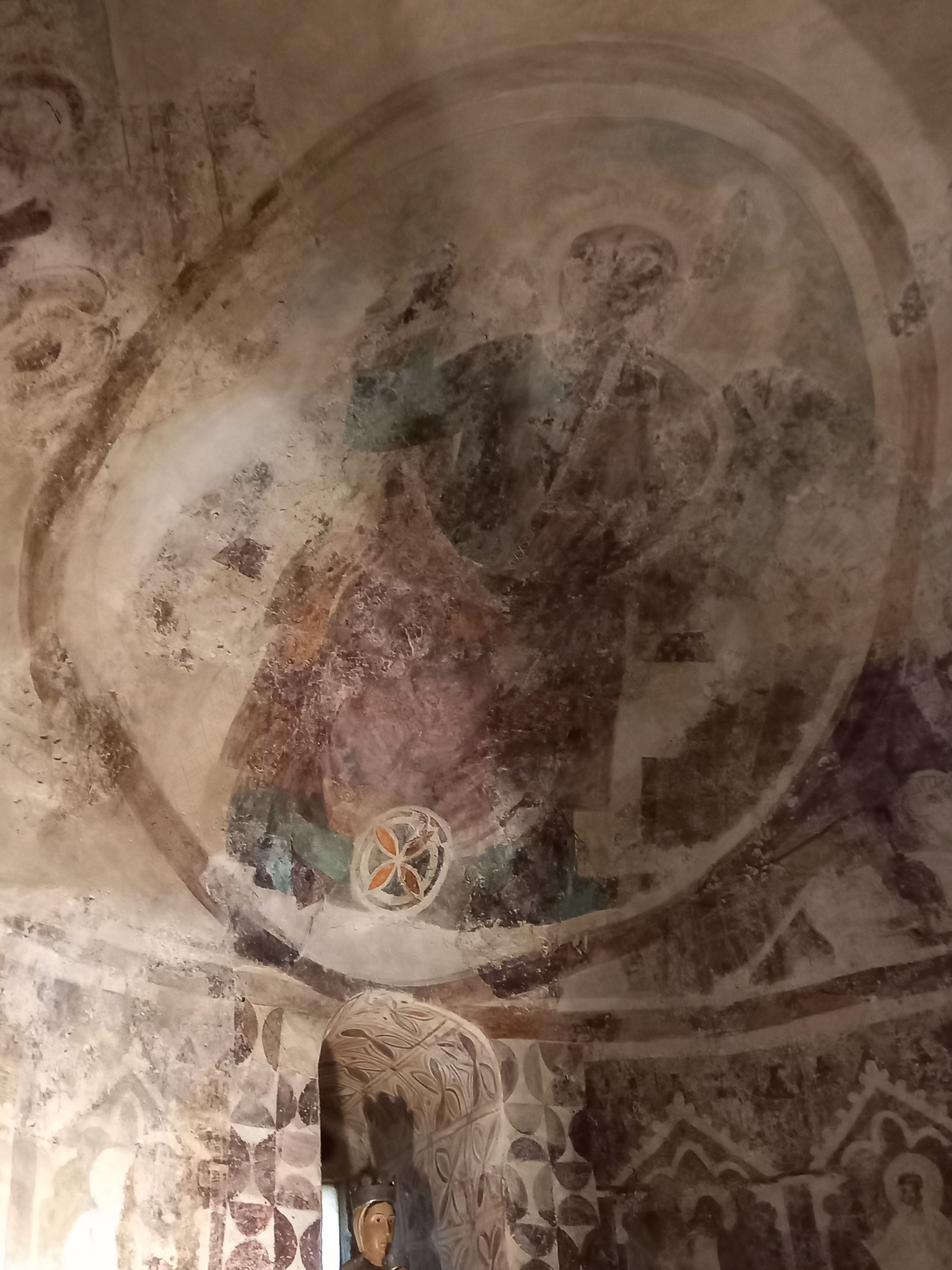
Magestas Domini
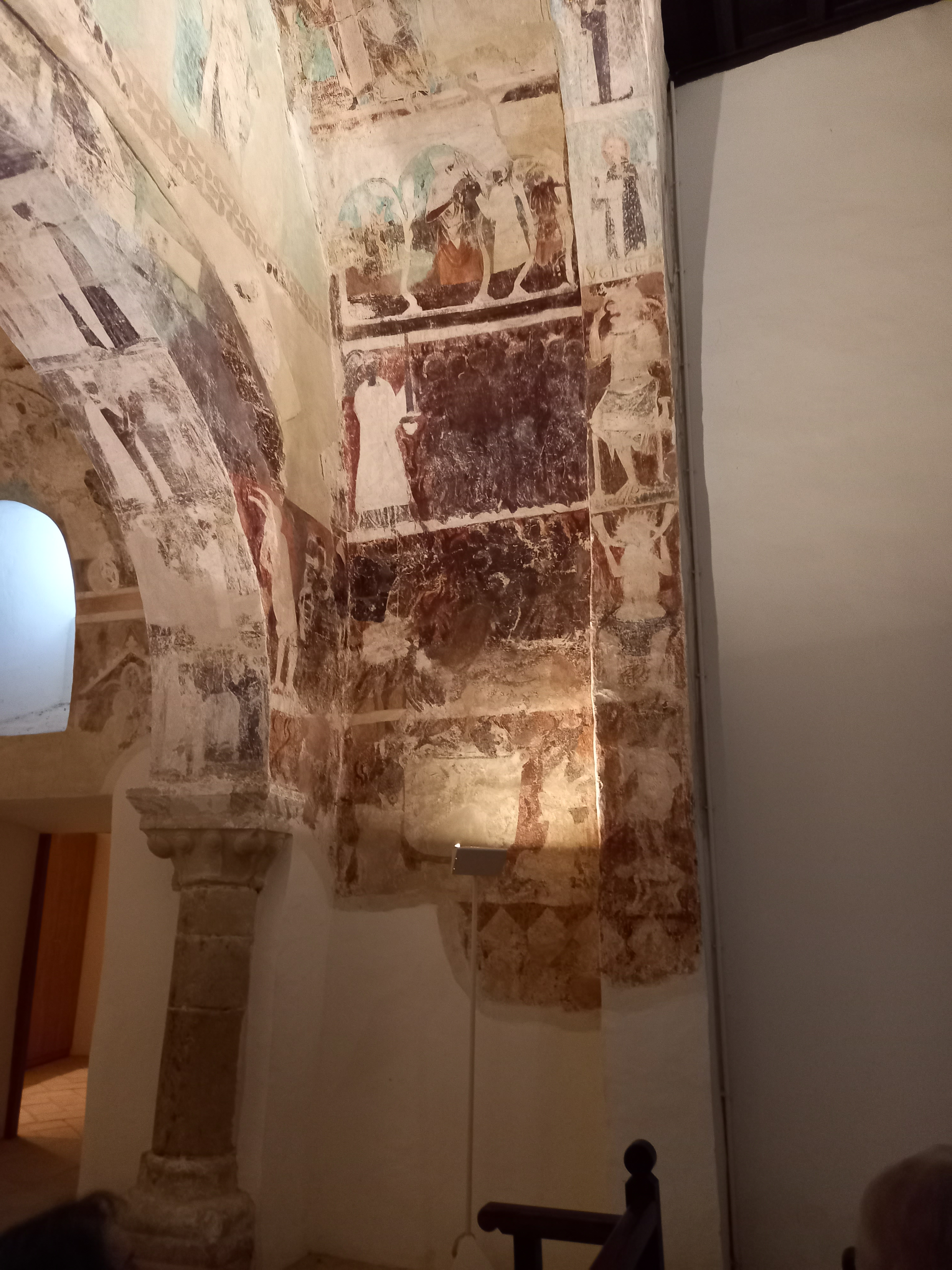
escenas del infierno
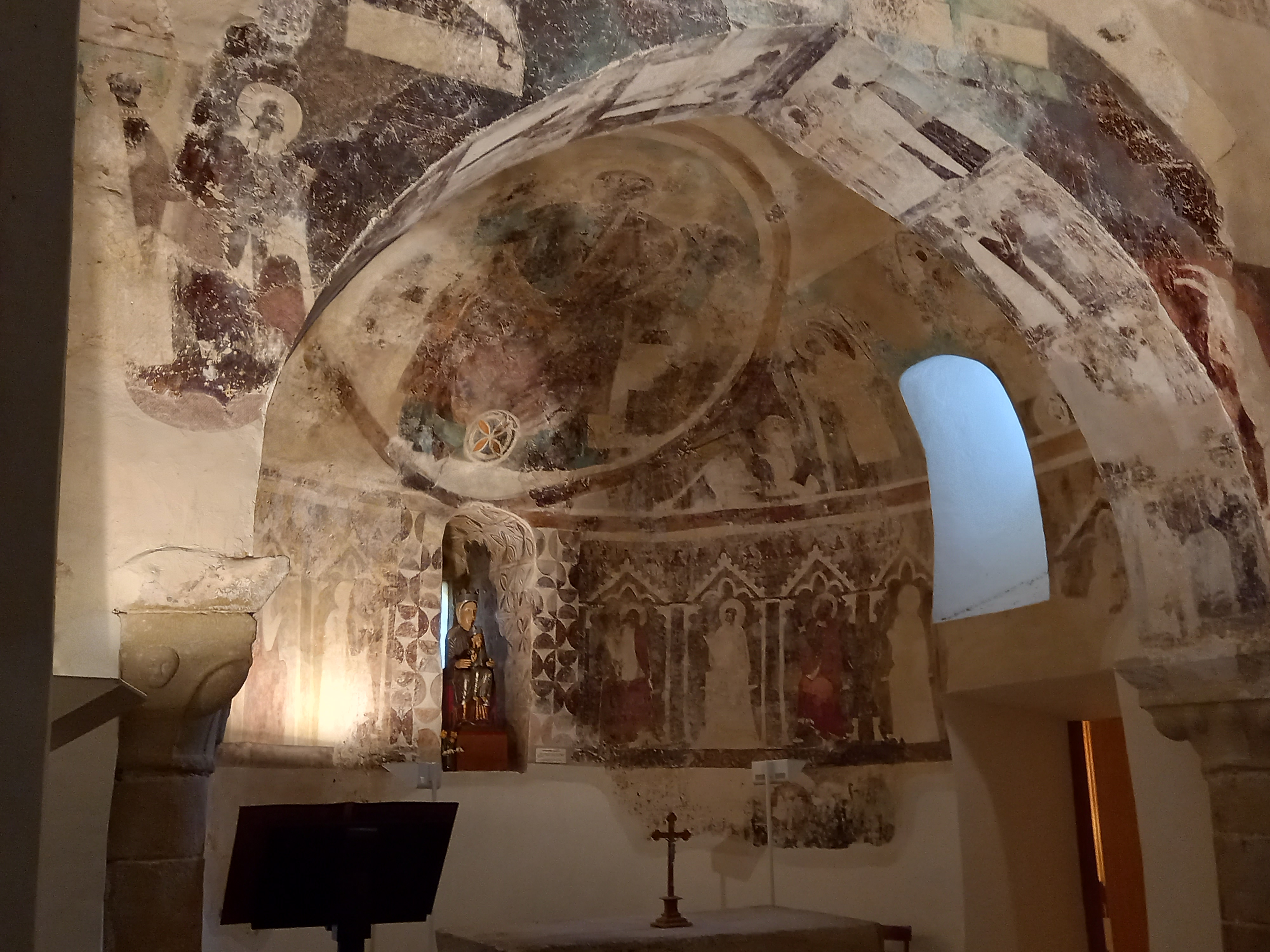
intradós del arco que inicia el ábside

En el centro de la bóveda del ábside en una mandorla se representa la imagen de Magestas Domini y el tetramorfos de los evangelistas  -aunque solo se conserva la representación de Mateo (un hombre) y Marcos (un toro)- . En la parte inferior del ábside la pintura representa una arquería, con doce arcos angulares e intradós lobulado bajo los correspondientes frontones; en esos arcos debieron representarse los doce apóstoles, seis a cada lado de una hornacina central. con una copia de la imagen de la Virgen cuyo original, de hacia 1200, se conservó durante un tiempo en el palacio cabo de armería de este lugar, y actualmente en el museo diocesano.

## El pórtico
El pórtico, que se abre al sur, se dispone con un lienzo central de sillería con un hueco recto adintelado con un anagrama de Cristo; a cada uno de sus lados se abren unos grandes huecos que se apoyan en el centro en sendas columnas. El pórtico resguarda la portada al templo, con un arco de medio punto con cuatro arquivoltas con una moldura corrida de bocel. En el parte norte del pavimento del pórtico hay dos losas sepulcrales que, hasta la última restauración de la iglesia, estaban en el interior, en el lado de la epístola. en una de las losas hay dos escudos, uno con tres fajas onduladas corresponde a las armas de los Solchaga, el otro terciado en banda, con un rótulo incompleto que lo identifica como armas del palacio de Eristain. EL relieve de la otra losa ha desaparecido casi en su totalidad.

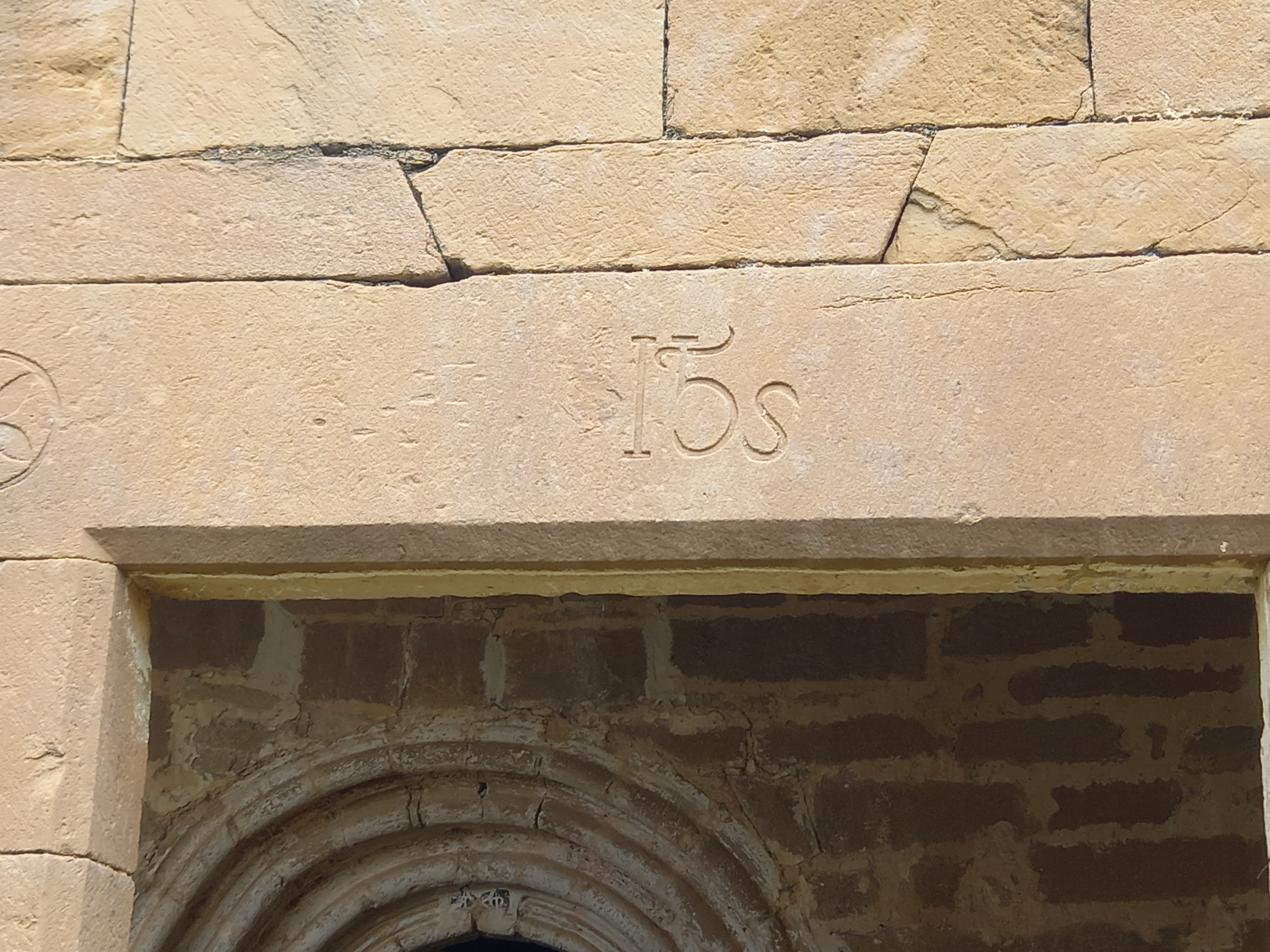
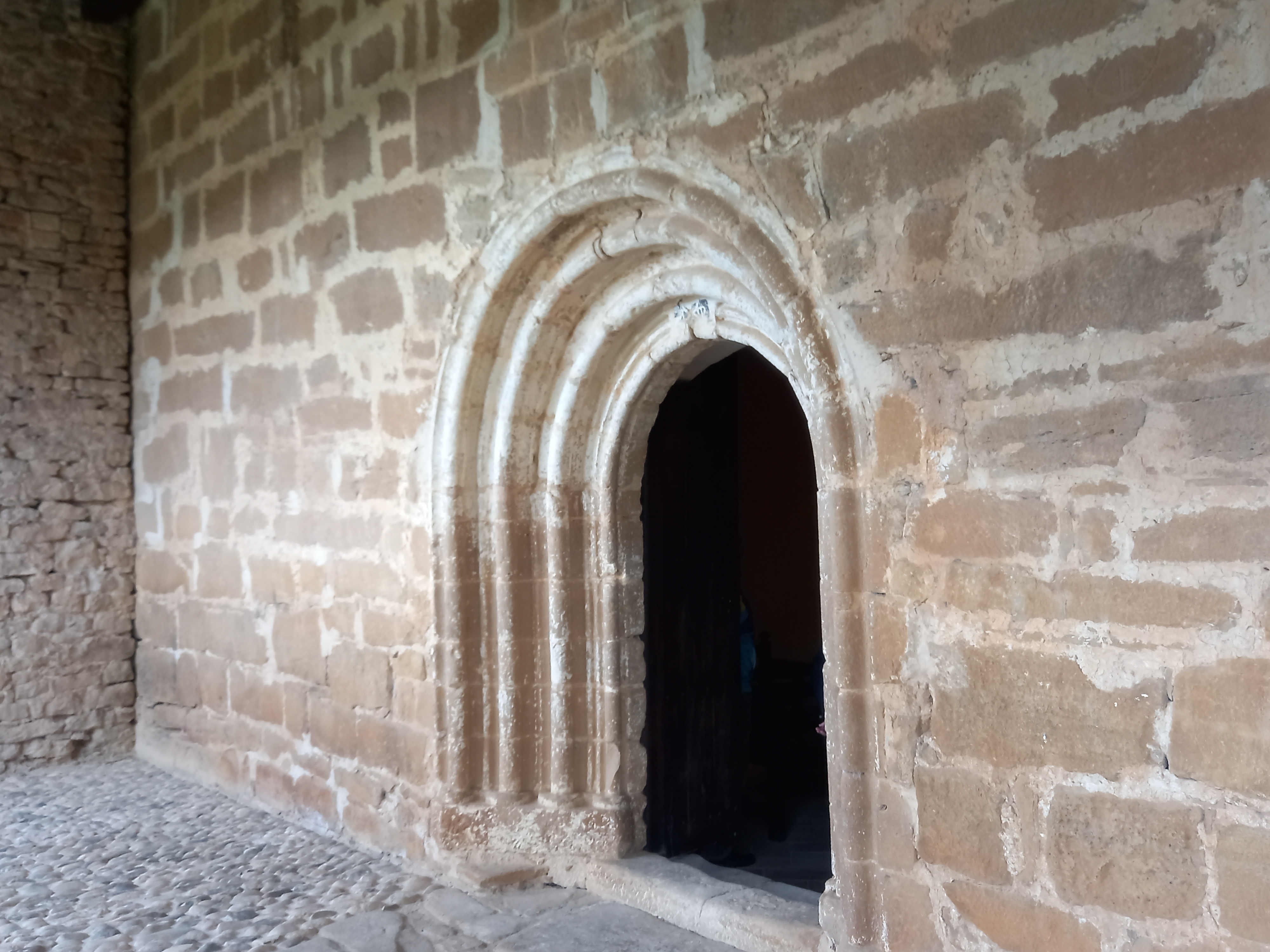
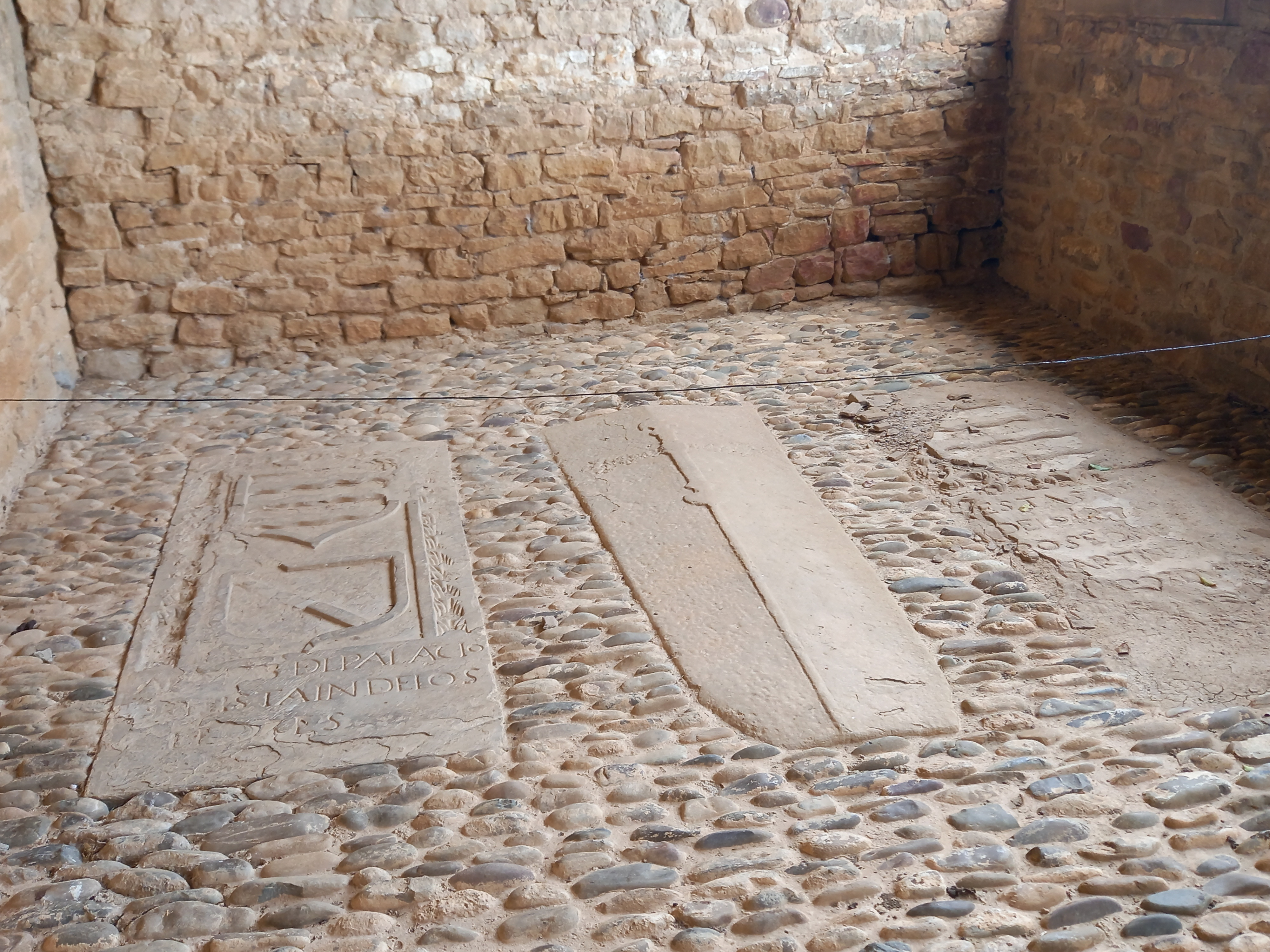

## Exterior
El volumen exterior, presenta un rotundo paralelepípedo orientado de este a oeste, que recibe en el lado oriental un semicilindro correspondiente al ábside del templo con una cubierta cuyo alero se apoya en unos canes sencillos y toscos. En el lado sur del paralelepípedo se le añade el volumen del pórtico, y algo menor el de la sacristía. La práctica ausencia de huecos -algunos de los que tuvo se cerraron- refuerza el carácter rotundo del volumen. Los muros norte y oeste muestran un sillería, posiblemente del siglo X u XI; mientras que el resto dispone de una fábrica de mampostería concertada, probablemente del siglo XIII. Sobre el muro situado al oeste, en los pies de la nave, se levantó en el siglo XVI una sencilla espadaña con dos huecos, con arcos de medio punto, para las campanas.
En los pies del templo se abrió una puerta-actualmente cegadas. de dimensiones reducidas con arco de medio punto; otra puerta, también cegada se abría en el muro norte del templo. Actualmente los muros exteriores solo presentan tres huecos, dos de ellos en el ábside; una saetera en el eje central, y otro hueco rectangular sobre la sacristía; otra saetera aparece en el eje del muro oeste. En la construcción del templo se han utilizado algunos restos de construcciones anteriores; destaca en el muro sur, junto a los pies de la nave un piedra sepulcral con una inscripción latina bien conservada; en el ara del altar se utilizó una piedra, también romana, de sacrificios al "Sol invicto".

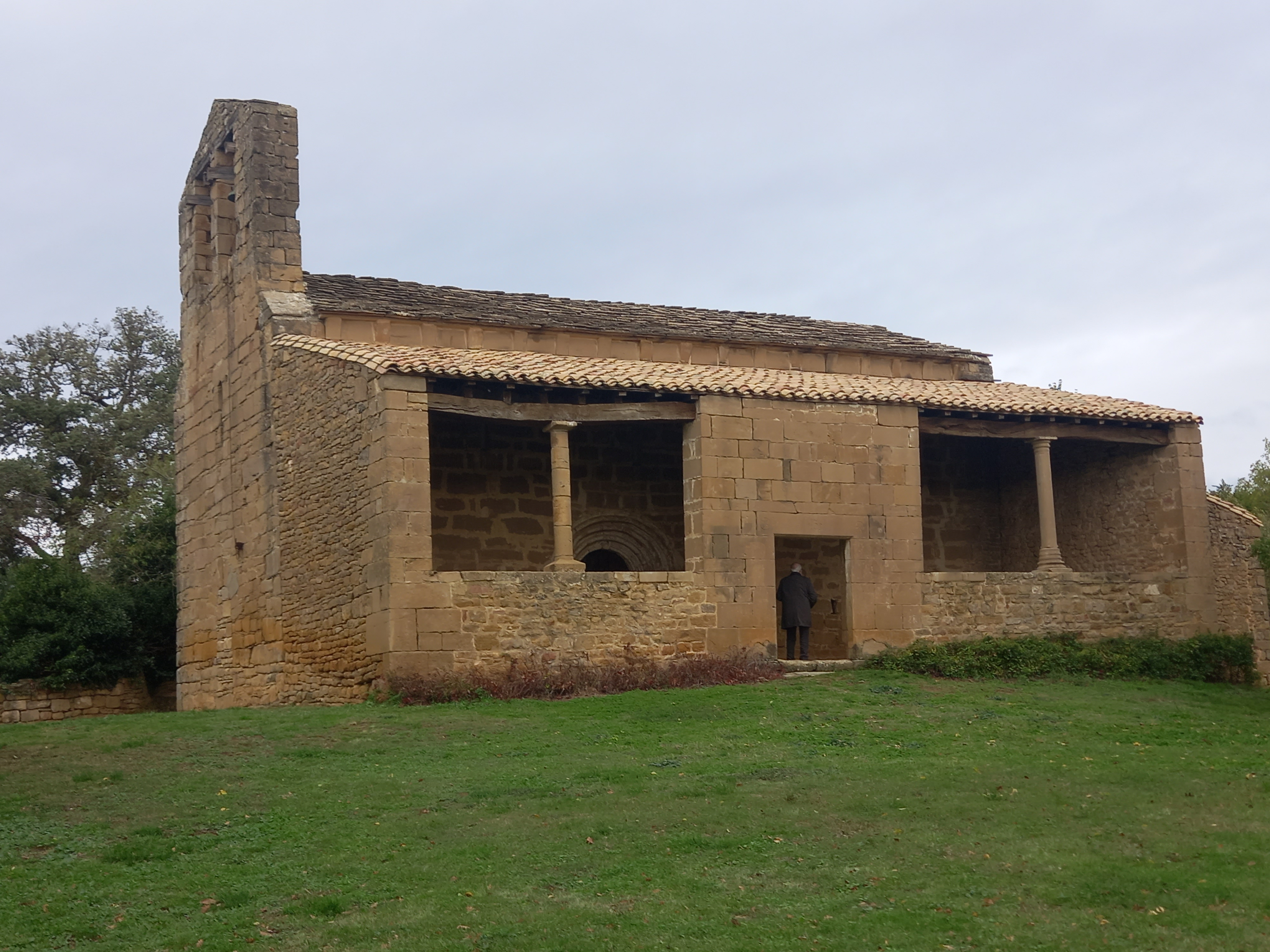
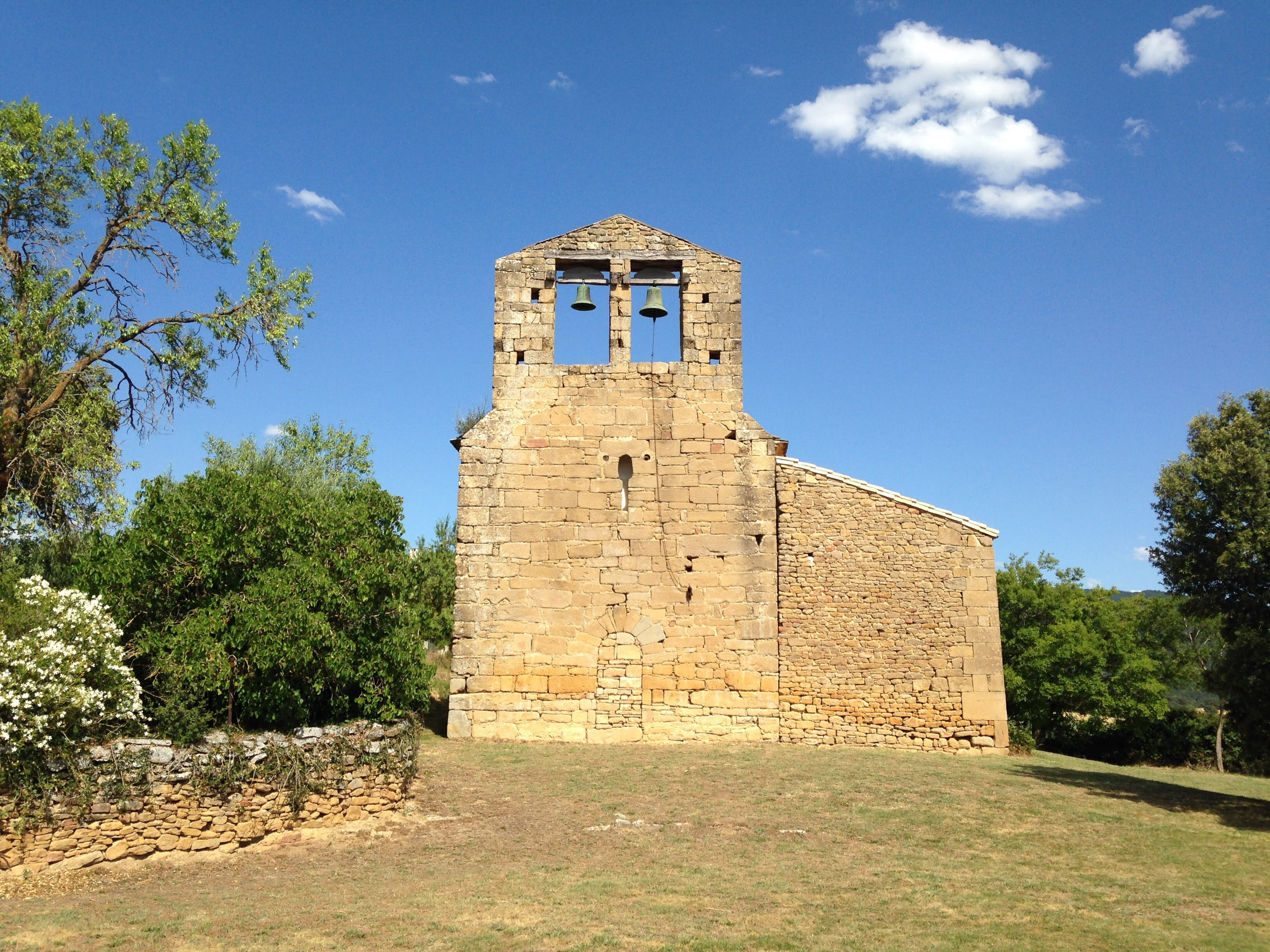
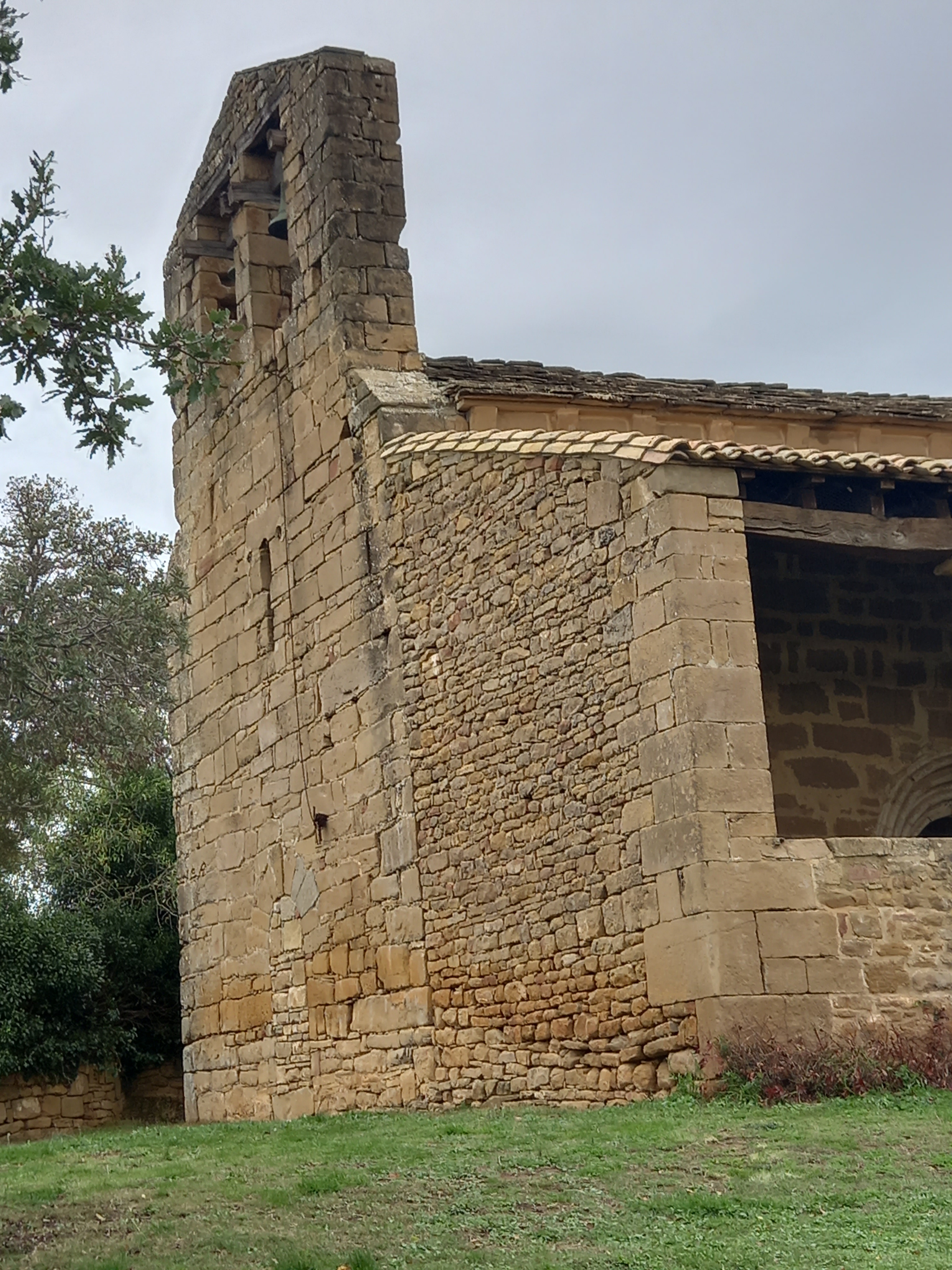
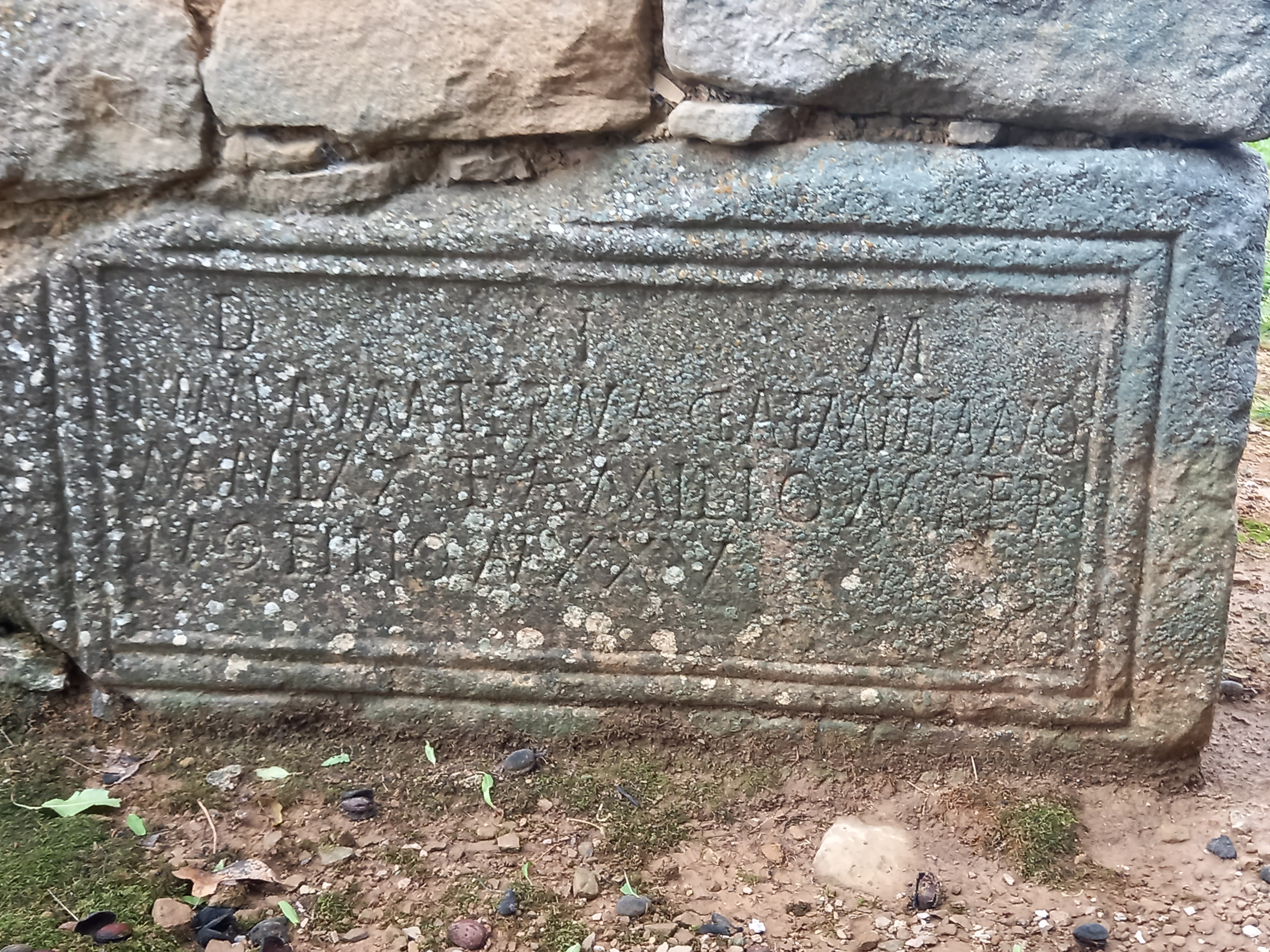